# Скупштина сталежа
Скупштина сталежа (фр. états généraux) било је законодавно тело Краљевине Француске пре Француске буржоаске револуције. Први ју је сазвао краљ Филип Лепи почетком 14. века, а последња је одржана 1789. године, непосредно пред избијање Револуције.

## Скупштина
Скупштина сталежа се у Француској развијала паралелно са развитком парламента у Енглеској. Године 1302. први пут ју је сазвао краљ Филип IV Лепи као саветодавно тело. Оно је олакшавало разрезивање пореза потребних за ратовања, а у исто време је краљу који се нашао у сукобу са папством обезбеђивало подршку народа. Установа сталешких скупштина се раширила по читавој Европи и постала саставни део система државне управе. 
Године 1614, у време владавине Луја XIII, настао је сукоб у скупштини између монархиста и либерала те је скупштина суспендована и није сазивана у наредних 175 година. Велика економска криза и сиромаштво француског грађанства које је чинило највећи део Француске приморало је краља Луја XVI да 5. маја 1789. године поново сазове скупштину. Сваки од три сталежа (свештенство, племство и трећи сталеж) имао је права на по један глас што је значило да ће сви предлози трећег сталежа бити одбијени надгласавањем друга два сталежа. Због тога су посланици трећег сталежа захтевали да се измени начин гласања. Краљево одбијање да се изјасни о том питању довело је до побуне посланика трећег сталежа који су основали Народну скупштину. Након пада Бастиље 17. јуна Народна скупштина се прогласила за Уставотворну која је преузела овлашћења доношења закона. 